# Stupsk
Stupsk è un comune rurale polacco del distretto di Mława, nel voivodato della Masovia.
Ricopre una superficie di 118,04 km² e nel 2004 contava 5 063 abitanti.